# Oldenlandia thomsonii
Oldenlandia thomsonii är en måreväxtart som först beskrevs av Joseph Dalton Hooker, och fick sitt nu gällande namn av Carl Ernst Otto Kuntze. Oldenlandia thomsonii ingår i släktet Oldenlandia och familjen måreväxter.
Artens utbredningsområde är Bangladesh. Inga underarter finns listade i Catalogue of Life.